# Calaceite
Calaceite (Calaceit in catalan language) là một đô thị trong tỉnh Teruel, Aragon, Tây Ban Nha. Theo điều tra dân số 2004 (INE), đô thị này có dân số là 1.145 người.